# 大阪狭山市循環バス
大阪狭山市循環バス（おおさかさやましじゅんかんバス）は、大阪府大阪狭山市が運行するコミュニティバス。南海バス（泉北営業所）に運行を委託している。愛称は「さやりんバス」。
コミュニティバス運行以前は、市によって老人福祉センターへの送迎バスが運行されていた。南海電気鉄道（現：南海バス）の一般路線バスの廃止代替として、2001年6月から乗合バス方式の「大阪狭山市循環バス」として運行を開始した。

## 沿革
- 1999年
  - 4月1日：南海電気鉄道（現：南海バス）が一般路線バス「金剛くみの木線」を廃止[3]。
  - 5月10日：南海電気鉄道が一般路線バス「狭山線」を廃止[3]。
- 2001年6月1日：南回り、ニュータウン回り、西回り、北回りの4コースで1年間の試験運行を開始[4]。
- 2002年6月：引き続き運行を行う。
- 2003年1月5日：両回りとし、その他コース変更[4]。
- 2005年4月1日：以下の路線再編・運行内容変更を実施[5][6]
  - 西回りと北回りを統合し、西・北回りとする。
  - 南回りのルートを帝塚山学院大学前（現・今熊）経由から三都神社前経由に変更。
  - 利用者が少ないため、乗継券を廃止。
- 2010年4月：以下の路線再編・運行内容変更を実施[7]
  - プリペイドカードシステム「スルッとKANSAI」を導入。
  - 西・北回りの起終点を福祉センターから市役所に変更。
  - 南回りとニュータウン回りで今熊付近のルートを交換。南回りが帝塚山学院大学前経由、ニュータウン回りが三都神社前経由となる。
  - 停留所の名称を変更。
  - 各コース朝の片方向1便を増便。他の便は時刻を変更。
- 2014年4月1日：バスロケーションシステムを導入[4]。
- 2015年4月：PiTaPaを導入、交通系ICカード全国相互利用サービスに対応[8]。
- 2015年10月1日：各コース朝の片方向1便を増便、バス車両を代替[9][10]。
- 2019年度：年末年始の運行を開始[11]。
- 2020年12月29日 - 2021年2月28日：期間限定で運賃を無料とする[12]。
- 2023年2月1日：以下の再編・運行内容変更を実施[13]
  - 電気バスを導入。
  - 西・北回りを西回りと北回りに再分離し、西回りを北野田駅前に、北回りを美原区役所前に乗り入れ。
  - 停留所の新設・移設・名称変更を行う。
  - 乗り継ぎ制度を再導入。
  - 1日乗り放題モバイルチケット「さやりん1dayパス」の販売を開始。
- 2023年2月1日 - 2023年2月28日：期間限定で運賃を無料とする。

## 運賃・乗車券類
- おとな（中学生以上）100円、こども（小学生）50円。
  - 同伴する幼児は1人のみ無料。2人目以降はこども運賃が必要。
  - 幼児が1人で乗車する場合はこども運賃が必要。
- 各種障害者手帳（身体障害者手帳、療育手帳、精神障害者保健福祉手帳）の呈示により、運賃がおとな50円、こども30円となる。また障害者手帳に介護者要の記載がある場合は介護者1人まで運賃50円となる。
- 交通系ICカード全国相互利用サービスに対応した交通系ICカードを使用できる。
- 南海バスの「なんかいバスカード」と「なっち」は利用できない。
- 「市役所」または「福祉センター前」停留所で他のルートへ乗り継ぐ場合、乗り継ぎ券の発行により2乗車目が無料となる（同一ルートでの乗り継ぎはできない）。
- 1日乗り放題モバイルチケット「さやりん1dayパス」を発売している。おとな300円、こども150円。

## 路線
- 市内は南北に長い地形だが、どこでも500m以内にバス停留所を設け、交通空白地帯を解消するため市内ほぼ全域をカバーしている[14]。
- 運行時間は7時台から17時台まで、1時間に1本のパターンダイヤ[14]となっている。便数は各コース各回りごとに1日11便。全コース合わせると1日88便となる。
- 毎日運行で、2019年度より年末年始も運行するようになった。
- 市内各地か各種公共施設へ公共交通によるアクセスを確保するため、公共施設が集まる市役所停留所（市役所、SAYAKAホール最寄り）および福祉センター前停留所（市立図書館、公民館、郷土資料館、保健センター、福祉センター最寄り）には、4ルートのすべてが経由する。
- コースは南回り、ニュータウン回り、西回り、北回りの4コース。両方向運行する。各系統ともAコース（本表記の順方向）とBコース（同逆方向）がある。

### 南回り
- 市役所 - さやかホール - 狭山神社前 - 大野公民館前 - 子育て支援センター前 - 今熊 - 福祉センター前（南、ニュータウン回り） - 狭山池博物館前 - 市役所

### ニュータウン回り
- 市役所 - さやかホール - 狭山神社前 - 子育て支援センター前 - コミュニティセンター前 - 近大病院北 - 三都神社前 - 福祉センター前（南、ニュータウン回り） - さやかホール - 市役所

### 西回り
- 市役所 - 狭山池博物館前 - 狭山駅 - 総合体育館 - 北野田駅前 - 山本北 - 福祉センター前（西、北回り）

### 北回り
- 市役所 - 東野公民館 - 美原区役所前 - ふれあいの里 - 水みらいセンター前 - 金剛駅南 - 福祉センター前（西、北回り）

## 車両

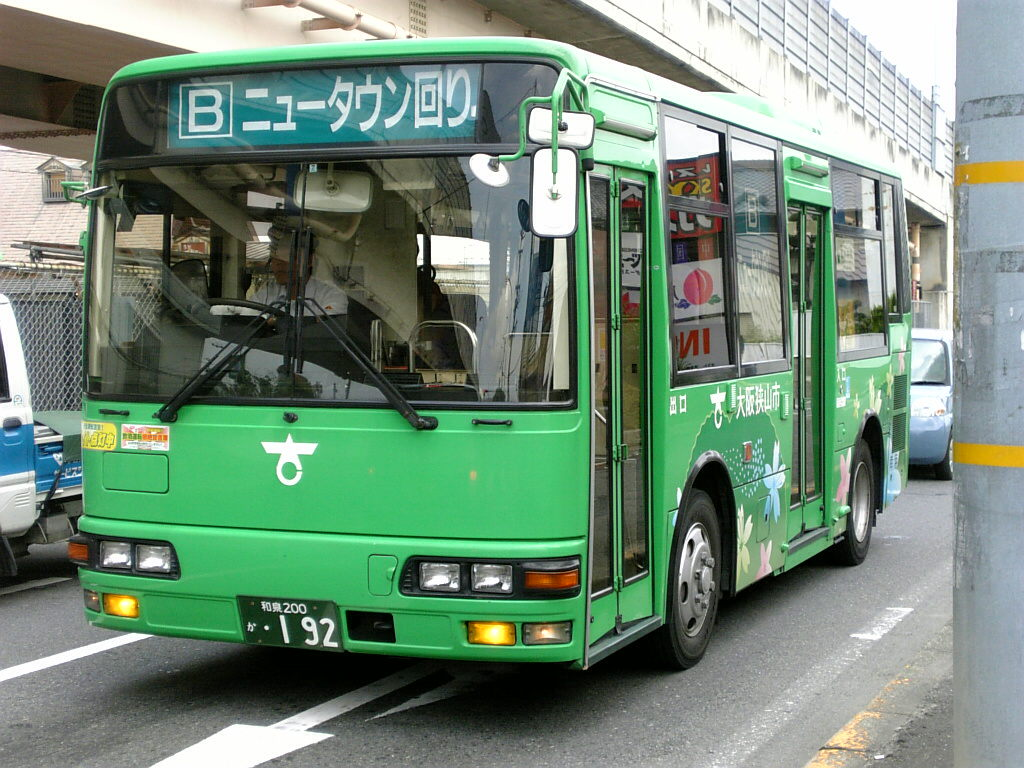
2015年まで使用されていた車両
三菱ふそう・エアロミディMJノンステップ

子連れ客や高齢者・障害者が利用しやすいように、小型ノンステップバスの市内循環バス専用車両が充当される。
2015年10月1日の車両代替以前は、緑色を背景に市花のツツジをあしらった塗装の三菱ふそう・エアロミディMJノンステップを使用していたが、日野・ポンチョへの代替と同時にカラーリングも変更し、市民の活発な活動エネルギーをイメージしたオレンジ色を基調に、市のマスコットキャラクター「さやりん」を描いたラッピングが施された。2015年に代替された初代専用車両のエアロミディMJは、南海グループの御坊南海バスなどに移籍している。
その後は専用車両として日野・ポンチョが8台在籍し、2023年2月1日改正では電気バス（BYD・J6）が導入された。